# Ray Gaddis
Raymon „Ray“ Gaddis (* 13. Januar 1990 in Indianapolis) ist ein US-amerikanischer Fußballspieler auf der Position des Abwehrspielers.

## Karriere

### Jugend und Amateurfußball
Gaddis wuchs in Indianapolis im US-Bundesstaat Indiana auf. Dort besuchte er die North Central High School. Nach seinem Abschluss dort besuchte er die West Virginia University und spielte auch in der Fußballmannschaft der Universität, den West Virginia Mountaineers. Während seiner Studienzeit spielte er außerdem für Reading United in der USL Premier Development League.

### Vereinskarriere
Gaddis wurde als 16. Pick in der zweiten Runde des MLS SuperDraft 2012 von den Philadelphia Unions gewählt. Sein Pflichtspieldebüt absolvierte er am 14. April 2012 im Spiel gegen die Columbus Crew. Nachdem er sich zum Stammspieler seiner Mannschaft hochgearbeitet hatte verlängerte er seinen Vertrag Bei Philadelphia vorzeitig bis zum Ende der Saison 2016. Am 26. September wurde bekannt, dass Gaddis auf dem Teamspezifischen Cover des Videospiels FIFA 15 abgebildet ist.
Im März 2021 verließ er Philadelphia nach fast zehn Jahren und legte eine Pause ein. In den Spielzeiten 2022 und 2023 stand er beim FC Cincinnati unter Vertrag.